# Neoamphion triangulifer
Neoamphion triangulifer es una especie de escarabajo de la familia Cerambycidae. Fue descrito científicamente por primera vez por Per Olof Christopher Aurivillius en 1908.